# Рафал з Тарнова і Ярослава
Рафал з Тарнова і Ярослава (XIV ст. — 28 травня 1441) — польський шляхтич, королівський придворний, урядник Королівства Польського (Ягеллонів). Войницький каштелян, львівський староста (до 15 липня 1440). Представник роду Ярославських гербу Леліва.

## Життєпис

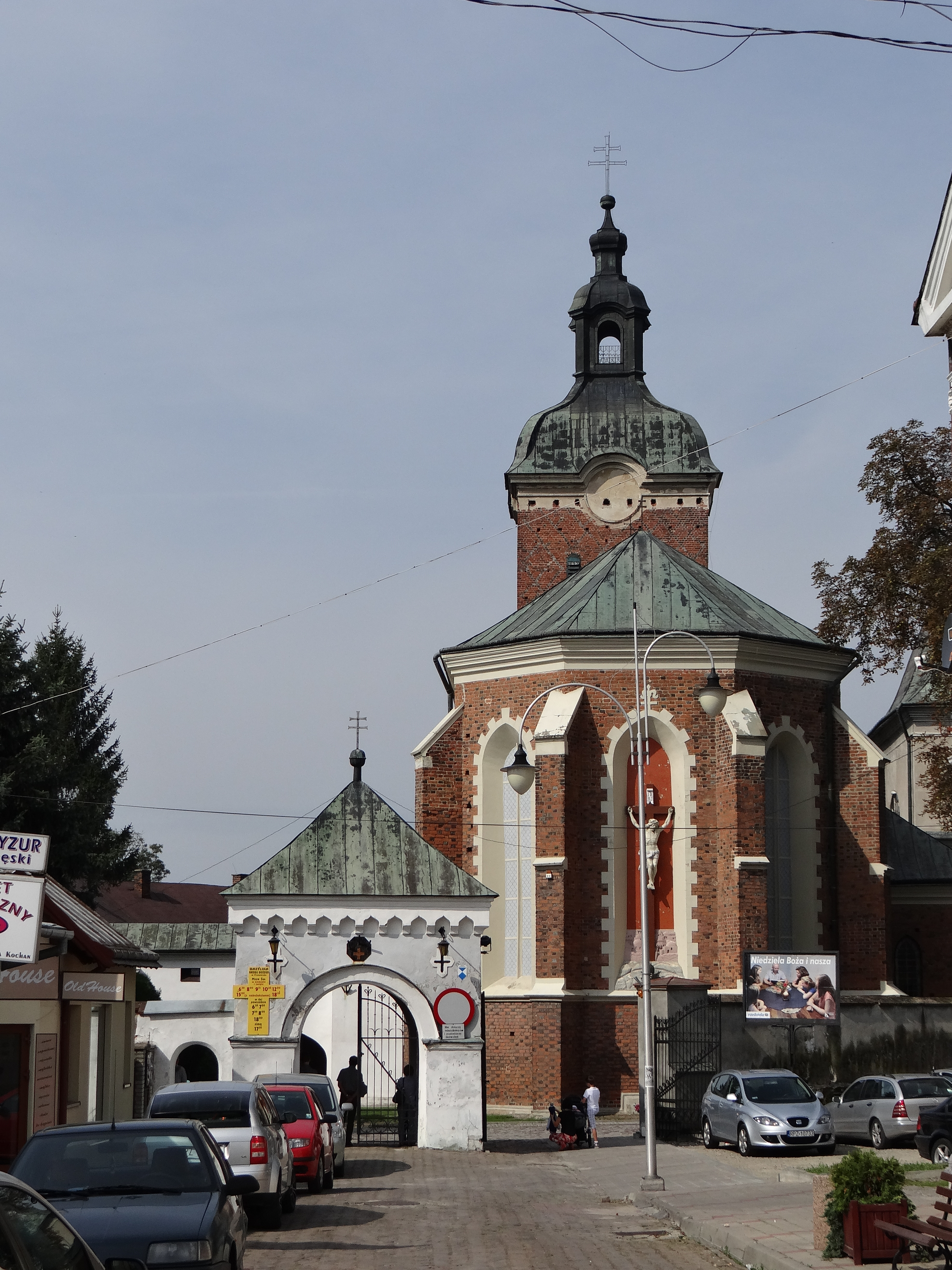
Базиліка Святого Духа, Переворськ

Був найстаршим сином Спитка Тарновського з Тарнова і Ярослава і його дружини Сендохни (пол. Sędochna, Сандохни[джерело?]) зі Зґлобеня († до 1464[джерело?]). Батько помер, не владшавши до кінця майнові справи з представниками роду Тарновських.
У серпні 1428 року разом з матір'ю і братами надали згоду на видання батьком межового документу. Звістки про його публічну діяльність походять з 1436 року; до цього часу вже був серед придворних короля Владислава III Варненчика. У квітні 1437 року брав участь у генеральному вічі Руських земель Королівства в місті Мостиська. У жовтні 1437 брав участь у генеральному вічі Краківської землі як судовий асесор. Під час сейму в м. Пйотркув у грудні 1438 року отримав номінацію на уряд войницького каштеляна. Брав участь у сеймі у Кракові в січні 1440 року. Після Пйотра Одровонжа став львівським старостою, внаслідок чого найчастіше перебував у цьому місті. .
У 1437 р. на генеральному вічі Краківської землі разом з братами Спитеком і Яном провів формальний поділ земських маєтностей зі стриєчними братами Тарновськими, а 1438 року в Ланьцуті він з матір'ю поділили спадок батька (чоловіка). Рафал став власником Переворська у Руському воєводстві з 14 прилеглими селами, також Вадува поблизу Кракова. 1438 року разом з братами поділили спадкові борги батька.
Передчасно помер 28 травня 1441 року під час старостинських процесів, був похований у парафіяльному костелі Переворська. На його епітафії помилково вказали як рік смерті 1491.

### Сім'я
Близько 1419 p. одружився з Анною з Шамотул — донькою генерального старости Великопольщі Доброгоста гербу Наленч та його дружини Єлизавети — доньки маршалка коронного, підскарбія коронного, сина галицького боярина Дмитра з Горая (померла 1460 р., була похована в парафіяльному костелі Переворська). У шлюбі з дружиною народилось четверо дітей:
- Ян Ярославський з Пшеворська (Ян з Тарнова, Ярослава, Переворська, Зґлобеня; бл.[5] 1428—1481) —
- Беата Ярославська (1419—1481) — дружина саноцького каштеляна Юрія з Гумниськ, посаг — 700 гривень (названа в честь прабабці Беати з Божидару з роду Авданців, дружини Дмитра[3])
- Спитек ІІІ з Ярослава Ярославський — краківський каштелян, віце-регент Королівства Польського
- Рафал Якуб Ярославський (1439—1492) — львівський, сандомирський староста.[5]